# Bahnhof Salzgitter-Ringelheim
Der Bahnhof Salzgitter-Ringelheim liegt in der niedersächsischen Stadt Salzgitter. Er befindet sich im äußersten Südwesten des Stadtgebietes im namensgebenden Stadtteil Ringelheim. Salzgitter besitzt keinen Hauptbahnhof, der Bahnhof Ringelheim ist trotz seiner dezentralen Lage der wichtigste Bahnhof der Stadt.

## Anlage und Betrieb
Der Bahnhof ist ein Umsteigebahnhof, der als Durchgangsbahnhof in Ost-West-Richtung angelegt ist. Die heute hier eingleisige Bahnstrecke Börßum–Kreiensen und die zweigleisige Bahnstrecke Hildesheim–Goslar, welche sich hier kreuzen, sind nicht elektrifiziert. Die Strecke Hildesheim–Goslar überquert die Strecke Börßum–Kreiensen westlich des Bahnhofs mit einer Brücke. Eine Gleisverbindung zwischen beiden Strecken gibt es nur im Osten des Bahnhofs. Heute ist noch der ehemalige Hausbahnsteig als Seitenbahnsteig (Gleis 1), ein breiter Mittelbahnsteig (mit Gleis 2 und 6) und ein schmaler Inselbahnsteig (Gleis 7) vorhanden. Der Zugang zum Mittelbahnsteig erfolgt über eine nur von Süden aus zugängliche Unterführung, der Bahnsteig an Gleis 7 ist höhengleich vom Mittelbahnsteig erreichbar. Es sind zwei mechanische Stellwerke vorhanden; das Fahrdienstleiterstellwerk steht auf dem Mittelbahnsteig.
Hier verkehren Regionalbahnen und Regional-Express-Züge. Die Züge der RB 46 kreuzen hier fahrplanmäßig. Es handelt sich um einen Bahnhof der Preisklasse 5.

## Verbindungen
| Linie                    | Strecke                                                                           | Taktfrequenz | EVU           |
| ------------------------ | --------------------------------------------------------------------------------- | ------------ | ------------- |
| RE 10                    | Hannover – Hildesheim – Derneburg – Salzgitter-Ringelheim – Goslar – Bad Harzburg | Stundentakt  | Erixx         |
| RB 46                    | Herzberg – Seesen – Salzgitter-Ringelheim – Salzgitter-Bad – Braunschweig         | Stundentakt  | DB Regio Nord |
| Stand: 11. Dezember 2022 |                                                                                   |              |               |

Salzgitter-Ringelheim ist ein fahrplanmäßiger Halbknoten für die Relation Bad Harzburg – Braunschweig/Herzberg (Harz) in beide Richtungen. Der Regionalverband Großraum Braunschweig sieht langfristig einen Halbstundentakt zwischen Goslar und Hannover vor. Salzgitter-Ringelheim ist somit perspektivisch als stündlicher Vollknoten vorgesehen.

## Geschichte

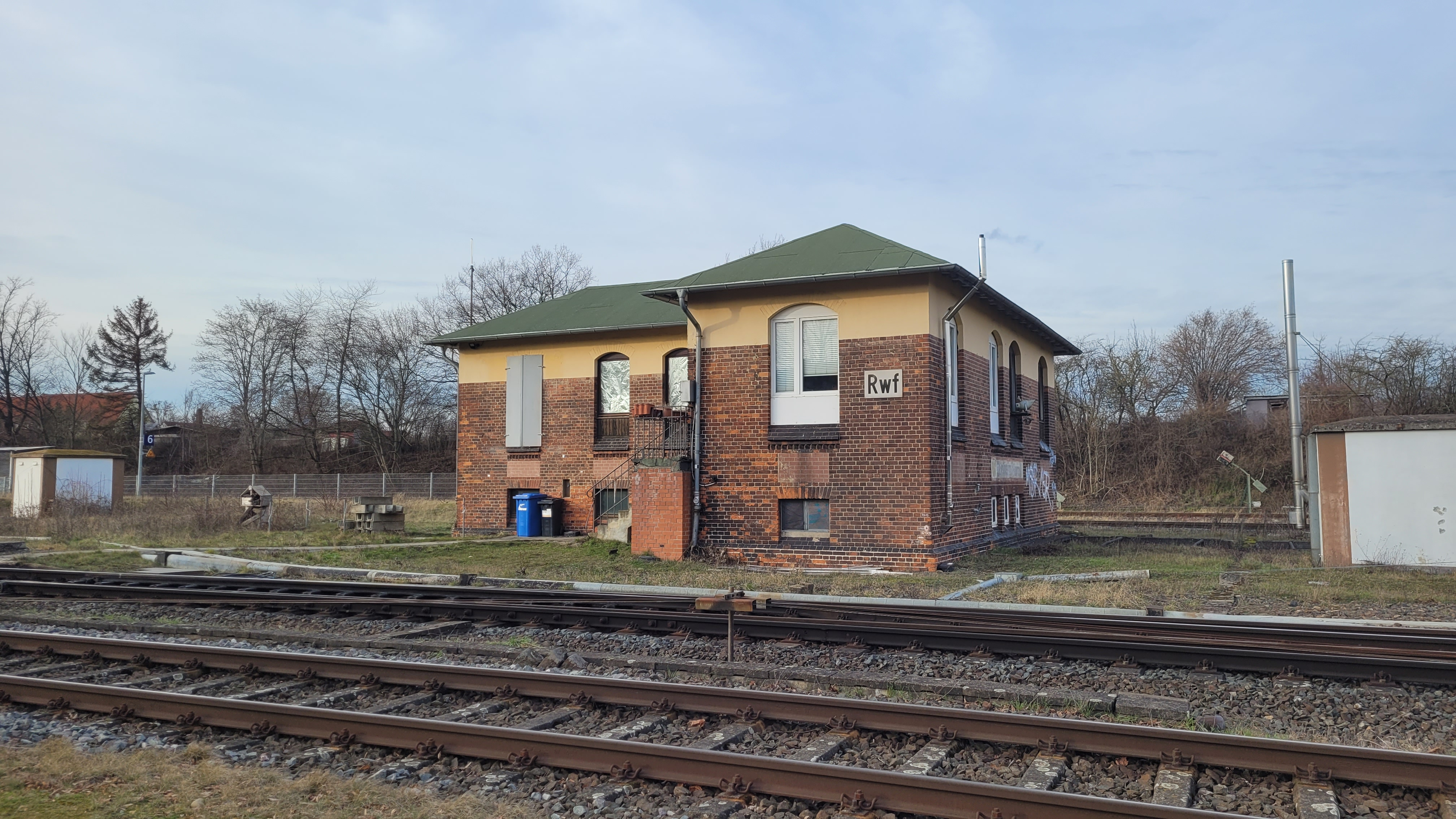
Mechanisches Stellwerk Rwf in Betrieb (2023), Inbetriebnahme 1955

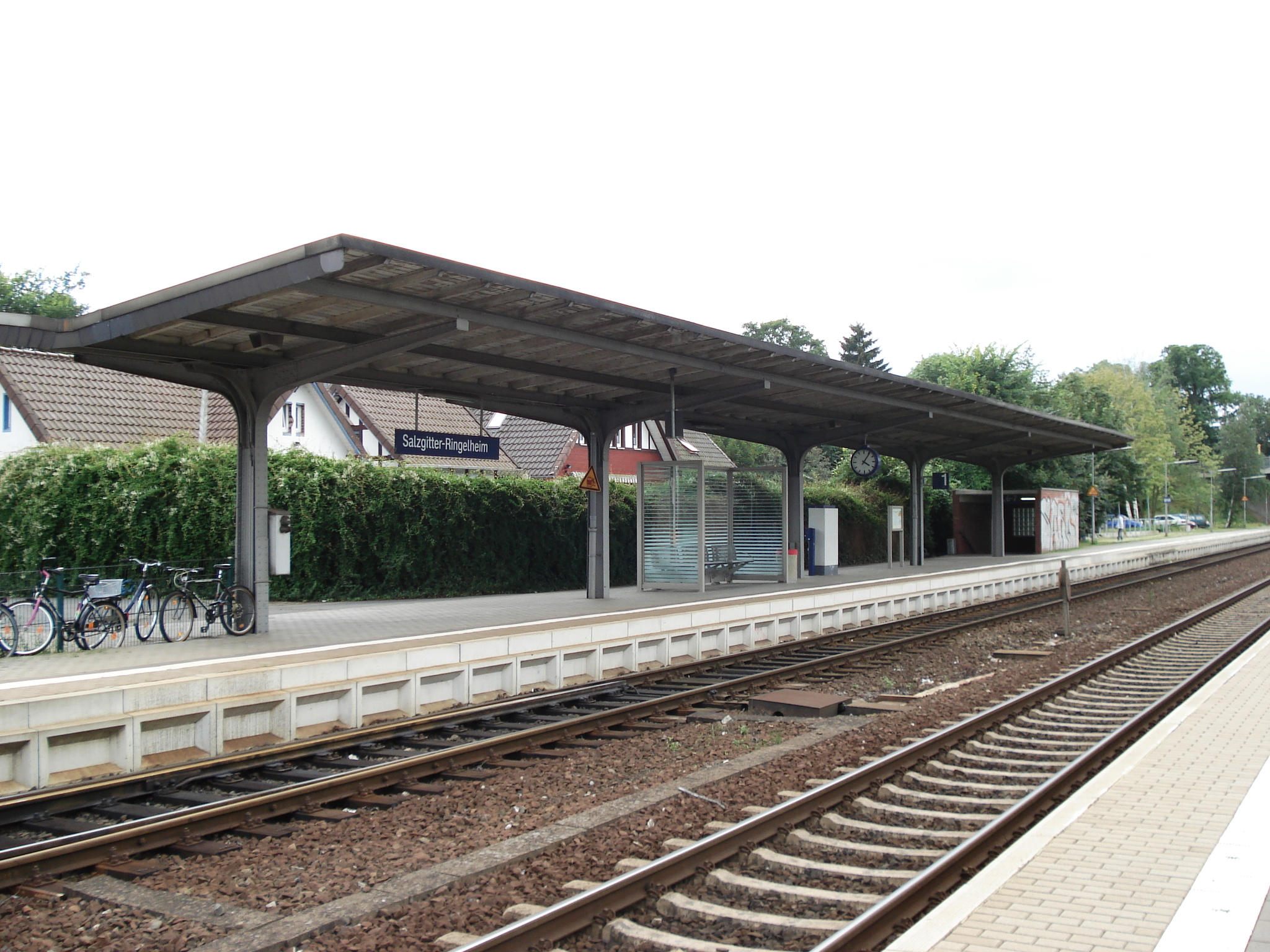
Bahnsteigüberdachung am Steig 1 (2007), 2014/15 im Zuge der Sanierung abgerissen

Im Süden des heutigen Stadtgebietes von Salzgitter durchquerte die 1856 von Braunschweig in Richtung Kreiensen geführte Braunschweigischen Staatsbahn die Stationen Salzgitter – heutiger Bahnhofsname: Salzgitter Bad – sowie Ringelheim (Harz). Im Bahnhof Ringelheim kreuzte sich die Strecke Braunschweig – Kreiensen ab 1875 mit der von der Hannover-Altenbekener Eisenbahn-Gesellschaft und der Magdeburg-Halberstädter Eisenbahn betriebenen Verbindung Hildesheim – Goslar. Zu dieser Zeit wurde ein Bahnhofsgebäude nach Harzer Bauart errichtet. Zwischen 1938 und 1958 wurde das Streckennetz im Bereich Salzgitter umfassend umgestaltet.
Die Gleisanlagen für das Rangieren der Güterzüge wurden in den 1960er Jahren zurückgebaut. Der Wasserturm zur Versorgung der Dampfloks wurde im Dezember 1967 gesprengt und der Güterschuppen wurde 1987 abgerissen. Nach jahrelangem Leerstand wurde das Empfangsgebäude im Januar 1991 abgebrochen.
Im Rahmen des Programms „Niedersachsen ist am Zug! II“ wurde für den Bahnhof Ende 2011 eine Finanzierungsvereinbarung über 5 Millionen Euro getroffen. Gegenstand der Sanierung war insbesondere der Neubau einer Bahnunterführung mitsamt barrierefreier Rampen und der Bahnsteige 6/7. Die Arbeiten zur Modernisierung begannen 2014. Der neue Bahntunnel wurde im April 2015 eröffnet. Die offizielle Eröffnung fand am 3. Dezember 2015 statt, Mitte März 2016 wurden auch die zusätzlichen Rampen für Rollstuhlfahrer freigegeben.
Im April 2019 wurde die Toilettenanlage und Fahrradabstellanlage auf dem Bahnhofsvorplatz mit Kosten in Höhe von rund 345.000 Euro eröffnet. Am 15. März 2022 wurden in Salzgitter-Ringelheim vier Zuginformationsmonitore am Bahnsteig 1, in der Unterführung und im Inselbereich an den Bahnsteigen 2 und 6/7 in Betrieb genommen.

## Nächste Bahnhöfe
- Richtung Kreiensen: ehemals Haltepunkt Neuwallmoden (bis Mai 1988) / Bahnhof Lutter am Barenberge (bis Mai 1989), heute Bahnhof Seesen
- Richtung Braunschweig: Bahnhof Salzgitter-Bad
- Richtung Bad Harzburg: ehemals Bahnhof Othfresen (SPNV bis 1986, ohne Verkehrshalt bis 1996), heute Bahnhof Goslar
- Richtung Hildesheim: Haltepunkt Baddeckenstedt